# 宋鎮百
宋 鎮百（ソン・ジンベク、朝鮮語: 송진백/宋鎭百、1905年10月3日 - 1983年12月18日）は、大韓民国の実業家、政治家。制憲韓国国会議員。
本貫は恩津宋氏、号は雲波（ウンパ、운파）。

## 経歴
忠清南道大徳（現・大田広域市）出身。書堂で漢文を学び、中東学校（現・中東高等学校）、中央基督教（キリスト教）青年会高等科卒。実業家として合資会社大田印刷所の経営や、大田運送株式会社の常務取締役を務めた。教育にも携わり、普門中学校の設立に名を連ね、同校の期成会長を務めたほか、大田公立中学校後援会長を務めた。政治家としては大韓独立促成国民会大田市支部副会長を務めたほか、1948年の初代総選挙に大韓独立促成国民会の所属で大徳選挙区から立候補して当選し、国会議員を1期務めた。大韓赤十字社中央委員、中央教育委員会委員を歴任し、1983年に持病によりソウル市城東区中谷洞の自宅で79歳で死去した。
1974年の民主回復国民宣言の署名者の1人である。